# Ed, Edd n Eddy: The Mis-Edventures
Ed, Edd n Eddy: The Mis-Edventures – komputerowa gra zręcznościowa na podstawie serialu animowanego Ed, Edd i Eddy, wyprodukowana przez studio A2M i wydana w roku 2005 przez Midway Games. Premiera gry miała miejsce na platformach Windows, Game Boy Advance, GameCube, Xbox i PlayStation 2. Gra składa się z sześciu oddzielnych poziomów osadzonych w realiach serialu. Gracz kieruje w niej trójką tytułowych bohaterów o różnych umiejętnościach.
Ed, Edd n Eddy: The Mis-Edventures otrzymała mieszane bądź negatywne recenzje.

## Głosu użyczyli
- Matt Hill – Ed
- Samuel Vincent – Chudy Edd
- Tony Sampson – Eddy
- Kathleen Barr – Kevin / Mańka Ohydka
- Peter Kelamis – Rolf
- Keenan Christenson – Jimmy
- Janyse Jaud – Sarah / Lilka Ohydka
- Erin Fitzgerald – Nazz / Majka Ohydka
- David Paul Grove – Jonny